# Paulianiobia
Paulianiobia is een geslacht van rechtvleugeligen uit de familie veldsprinkhanen (Acrididae). De wetenschappelijke naam van dit geslacht is voor het eerst geldig gepubliceerd in 1968 door Dirsh & Descamps.

## Soorten
Het geslacht Paulianiobia omvat de volgende soorten:
- Paulianiobia hirsuta Dirsh, 1962
- Paulianiobia indica Dirsh & Mirzayans, 1971